# 福恩霍尔茨
福恩霍尔茨是奥地利施蒂利亚州哈特贝格县的一个市镇。总面积18.78平方公里，总人口767人，人口密度40.8人/平方公里（2005年）。